# Georges Fréchin
Pour les articles homonymes, voir Fréchin.
Georges Fréchin, né le 26 janvier 1926 à Pau (Pyrénées-Atlantiques) et mort le 10 avril 2016 à Toulouse, est un artiste français, sculpteur et dessinateur, ancien professeur de l'École supérieure des beaux-arts de Toulouse, résidant à Vigoulet-Auzil (Haute-Garonne près de Toulouse).

## Biographie
Les principales étapes de sa carrière et de son œuvre très composite se sont déroulées comme suit,  :
Admis en 1941, à l’âge de 15 ans, à l’École des beaux-arts de Toulouse, Georges Fréchin se forme dans l’atelier d'architecture et atelier de sculpture décorative (Professeur Joseph Monin). En 1944, il s'engage à 18 ans pour la durée de la guerre, puis, la paix revenue, il travaille pour différents journaux auxquels il fournit des dessins humoristiques et des bandes dessinées. 
En 1947, il revient à l’École des beaux-arts de Toulouse où il travaille dans l’atelier de Joseph Andrau. En 1948 il obtient le Grand prix de sculpture de la Ville de Toulouse, qui sera suivi en 1949 d’une première commande : le Monument aux Morts de Montgiscard (31).
En 1949 il se rend en Tunisie où il restera jusqu’en 1957. Il y travaille pour l'Office des Arts Tunisiens (Arts et Traditions Populaires). Au cours de cette période il produit pour l'UNESCO, des films sur l'artisanat dans le sud tunisien et réalise entre autres les fontaines du Collège de Sousse et du Musée de Kairouan. Il est nommé professeur de sculpture à l’École des Beaux-Arts de Tunis. Dans ce cadre, il expose au Salon tunisien et au salon de la Jeune Sculpture Tunisienne ainsi qu’au Salon tunisien de la photo et reçoit le prix de l'Alliance française.
De retour en France en 1957, il poursuit une activité éclectique de sculpteur, de photographe, et de cameraman pour la Télévision française. Nommé Assistant des Musées classés par la direction des Musées de France il entame de 1958 à 1972 une collaboration de muséographie avec le Musée Paul-Dupuy à Toulouse.
Au cours de cette période il réalise ses premières sculptures en fer ainsi qu’une recherche plastique sur différents matériaux : métal, résine, polyester, bois, béton.
Il fréquente "l'Atelier", dirigé par Henry Lhong, où il rencontre les peintres Igon,  Pradal et les sculpteurs Mir, Fachard et participe à plusieurs salons et expositions de groupe.
En  1972 il est nommé professeur de sculpture à l'École des beaux-arts de Toulouse, où il se consacre jusqu’en 1987 à un travail de recherche et à des activités pédagogiques.
En 1988, il séjourne  à Louxor où il réalise  dans le Temple de Karnak un ensemble de photos et dessins, destinés à une étude sur le bestiaire de Karnak.
À partir de 1988, il poursuit son activité de sculpteur et de dessinateur en France et réalise des expositions,  au Musée des Augustins de Toulouse en 1988 et 1989, dans la Grande nef de la cathédrale Saint-Étienne de Toulouse en 1989.
En 1990  il est retenu pour la rencontre internationale de sculpture " ART IN NATURE" de Tel Hai - Israël.
Dans les années 2000, il est fréquemment sollicité pour exposer ses œuvres dans nombre de localités du pays toulousain, à Fenouillet (Haute-Garonne) en 2004 (Dessins, "toros et torreros"), au Château de Launaguet en 2005, au musée Raymond Lafage de Lisle sur Tarn en 2007 ("Rugby", dessins, exposition ), au Majorat de Villeneuve-Tolosane en 2008 ("Parcours").

## Réception critique

### Premières expositions, premières sculptures en fer, (Toulouse, années 1960)
- Pour Michel Roquebert (écrivain et critique d'art)[4]: « Georges FRECHIN découpe, martèle, forge, soude. Du métal inerte, il tire des formes souples ou agressives, abstraites ou figuratives, avec toujours le souci d'utiliser au maximum les qualités propres du matériau. Il y a dans cette technique qui se refuse à "truquer" la matière, une sorte d'humanité qui est celle de l'artisan. »
- Pour Robert Mesuret, Conservateur du Musée Paul-Dupuy[5] : « A Toulouse, sœur de Barcelone, l'art déjà si classique de  Gargallo et de Julio González a poussé un nouveau surgeon. Sans rien emprunter à ses aînés, Georges FRECHIN a trouvé des formes nouvelles dans une technique qu'il crée lui-même selon les nécessités du sujet : tôles découpées, galbées, chantournées pour indiquer, sans perdre le charme de leur matière; les formes de l'homme et de l'animal ».

### Dessins
- Pour Maurice Beck[6] : « Georges FRECHIN stylise dans un expressionnisme incisif qui donne l'accent aux lignes et aux formes, sait condenser la finalité de l'objet, de l'animal, ou du personnage ».
- Pour Denis Milhau, conservateur en chef du Musée des Augustins de Toulouse (1963-1994)[7] : « On sent dans le dessin de FRECHIN l'influence des calligraphies orientales (...). Ses récentes réalisations graphiques et sculpturales visent à traduire le mouvement, la simplification du trait et du volume et donnent la priorité à la composition ».

### Sculptures sur bois (Toulouse, années 1980 et 1990)
- Pour Denis Milhau  [8] : « L'idée d'animisme habite (...) les sculptures de Georges FRECHIN car parallèlement à cette passion pour les formes de ses arbres morts, toute une culture éprouvée intimement et à vif des arts populaires et des arts magiques et votifs nourrit l'invention formelle totémique des œuvres de FRECHIN. »